# U字溝

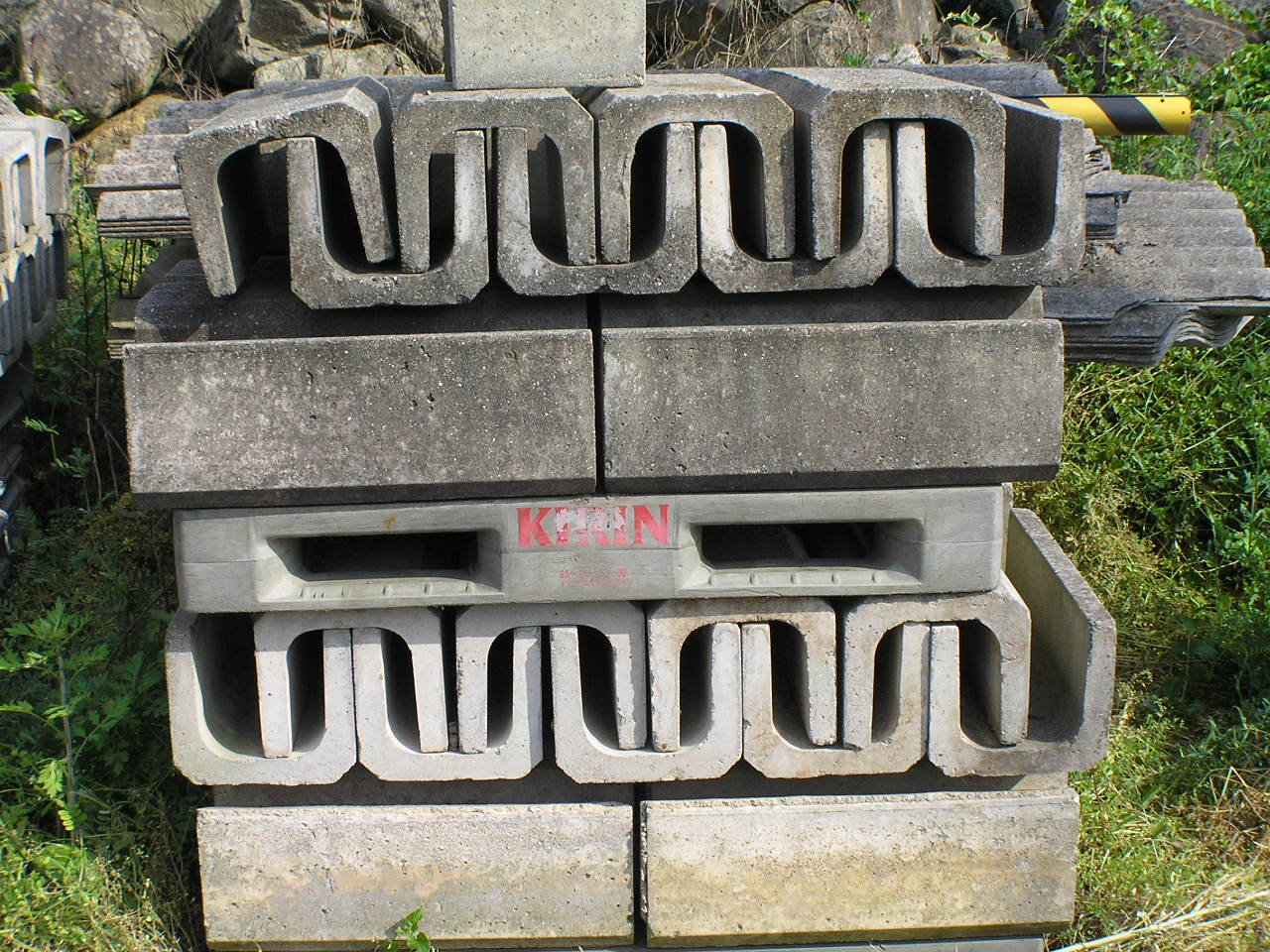
積み重ねられたU字溝

U字溝（ユーじこう）とは、連結式の排水溝のことである。断面がU字型であることから命名されている。コンクリート製のものは鉄筋コンクリートU形と呼ばれている。

## 概要
主に連結して道路や土地の用・排水路に用いられる。U字溝の寸法や形状は日本産業規格（JIS A 5372）や国土交通省制定土木構造物標準設計などによって制定されている。市街地や交通量の多い道路など、事故防止や歩道などの有効活用を行う場合は溝蓋を用いるのが望ましい。

## 製造
U字溝やそのふたの製法は、鋼製の型枠に鉄筋を挿入した後にコンクリートを投入し、バイブレーターを用いて締め固めを行い製造する。

## U字溝のメリット
- 側溝及び周辺の管理が低減された。
- 現場打ちコンクリート側溝と比べて大規模なコストダウンが図られた。
- 素掘り側溝と比べて浸透による損失が少ないことから、効率的な用排水が可能となった。
- 日本住血吸虫や蚊の発生抑止など、直接的な病虫害対策に効果があった。
- 計画的な勾配が確保できることから、淀みによる臭気などが抑えられ、衛生面の向上に繋がった。

## U字溝のデメリット
- 短時間のうちに雨水を効率よく集められることから、内水面の氾濫や洪水が起きやすくなった。
- 小動物が落ちた場合には脱出が不可能になるなど、行動範囲を制約したり、水質の悪化を招くなど、地域の環境・生態系に悪影響を与える。特に、繁殖に際して陸と水域を長距離移動するカエル、サンショウウオなどの両生類、オサムシなどの飛翔能力を欠く大型地表性昆虫、（側溝の深さによっては）小型の哺乳類などの、地域個体群のかなりの部分が捕殺され、無視できない影響を与えていると考えられている。このような環境への配慮の研究もなされ[4]、脱出用のスロープを設けるなど実際に対応した製品も作られている[5][6]。
- 人が側溝に落ちた場合、コンクリート製であるため、怪我をする危険性が高い。
- 見た目が無機質・殺風景であり、景観を損ねる。

## 施工
施工時はU字溝のほか、排水桝やマンホールなどの他の排水工が全体で有機的に機能するように施工しなければならない。
据え付ける時は基礎工の転圧を十分に行ってから、敷砂やモルタルで底部の平坦性を確保して沈下が生じないようにする。各U字溝どうしが連結した時の継目で付着性や水密性、所定の目地を確保することに留意する。